# Larinus turbinatus
Larinus turbinatus — вид жуків з родини Довгоносики (Curculionidae), один зі звичайних видів комах української фауни.

## Зовнішній вигляд
Довжина тіла 5,5—9,5 мм, воно має яйцеподібні обриси. Тіло зверху й знизу вкрите жовтим пилковидним нальотом, який протягом життя легко стирається. Основні ознаки морфології імаго:
- головотрубка конічно звужена до вершини, абсолютно пряма, із тонкими повздовжніми зморшками;
- тіло вкрите плямами з коротких сірих щетинок;
- ширина передньоспинки більша від її довжини, із звуженими та закругленими до переду краями, вкрита густими маленькими та великими цяточками, інколи зморшкувата, із слабкими виступами допереду за очима;
- надкрила помітно ширші, ніж передньоспинка, з тонкими борозенками, крапочки в яких зливаються між собою.

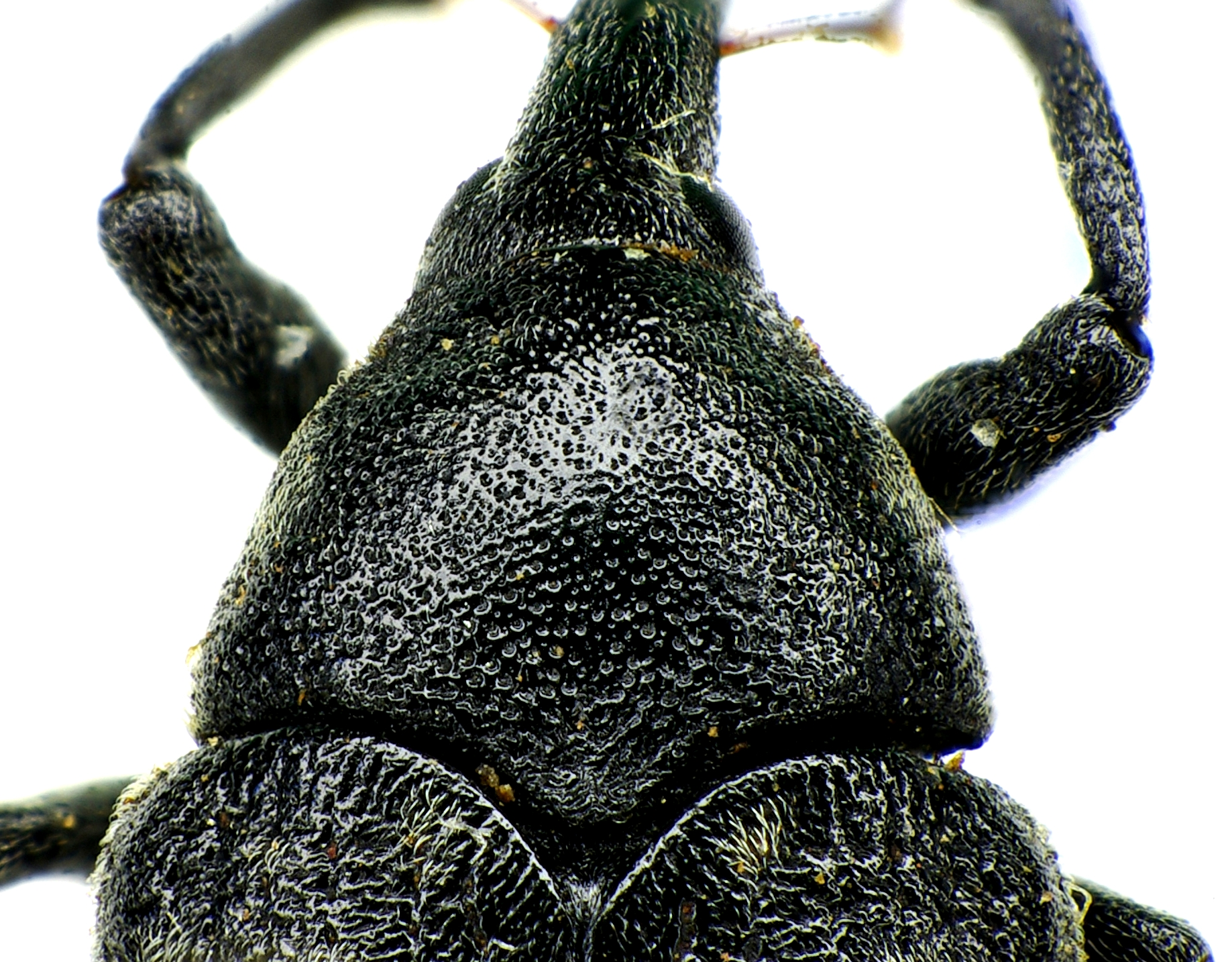
При збільшенні фото добре видно, що передньоспинка жука Larinus turbinatus вкрита густими заглибленими дрібними та великими крапочками

## Спосіб життя[2][3]

### Місця мешкання
Жуки зустрічаються в биотопах, де є угруповання їх кормових рослин: на узбіччях доріг та сільгоспугідь, узліссях лісосмуг, звалищах, смугах відчуження залузниць, узбережжі зрошувальних каналів, на луках і пасовищах тощо. Вранці й увечері, коли температура повітря зменшується нижче 18ºС, жуки менш активні, при 24ºС часом перелітають з однієї рослини на іншу. Ніч жуки звичайно проводять всередині суцвіть. У місцях з великою щільністю кормових рослин чисельність жуків може досягати 0,69 екз/м² (Луганська область). Максимальної чисельності жуки досягають у другій половині червня.

### Харчування
Типовий для видів роду Larinus. В Україні перші активні жуки з'являються у природі у другій декаді травня (Північний Крим). Кормовими рослинами їм слугують різні види з родини айстрових: осот (Cirsium setosum M.B., C. ukrainicum Bess., C. incanum Fisch.), будяк (Carduus nutans L., C. acanthoides L., C. pseudocollinus Schmalh., C. crispus L., C. thoermeri Weinm., C. uncinatus M.B.), татарник (Onopordum acanthium L.). Імаго харчуються зеленими частинами рослин, а з появою квітів перебираються на них. Жуки їдять пелюстки, тичинки, верхні частини маточок.

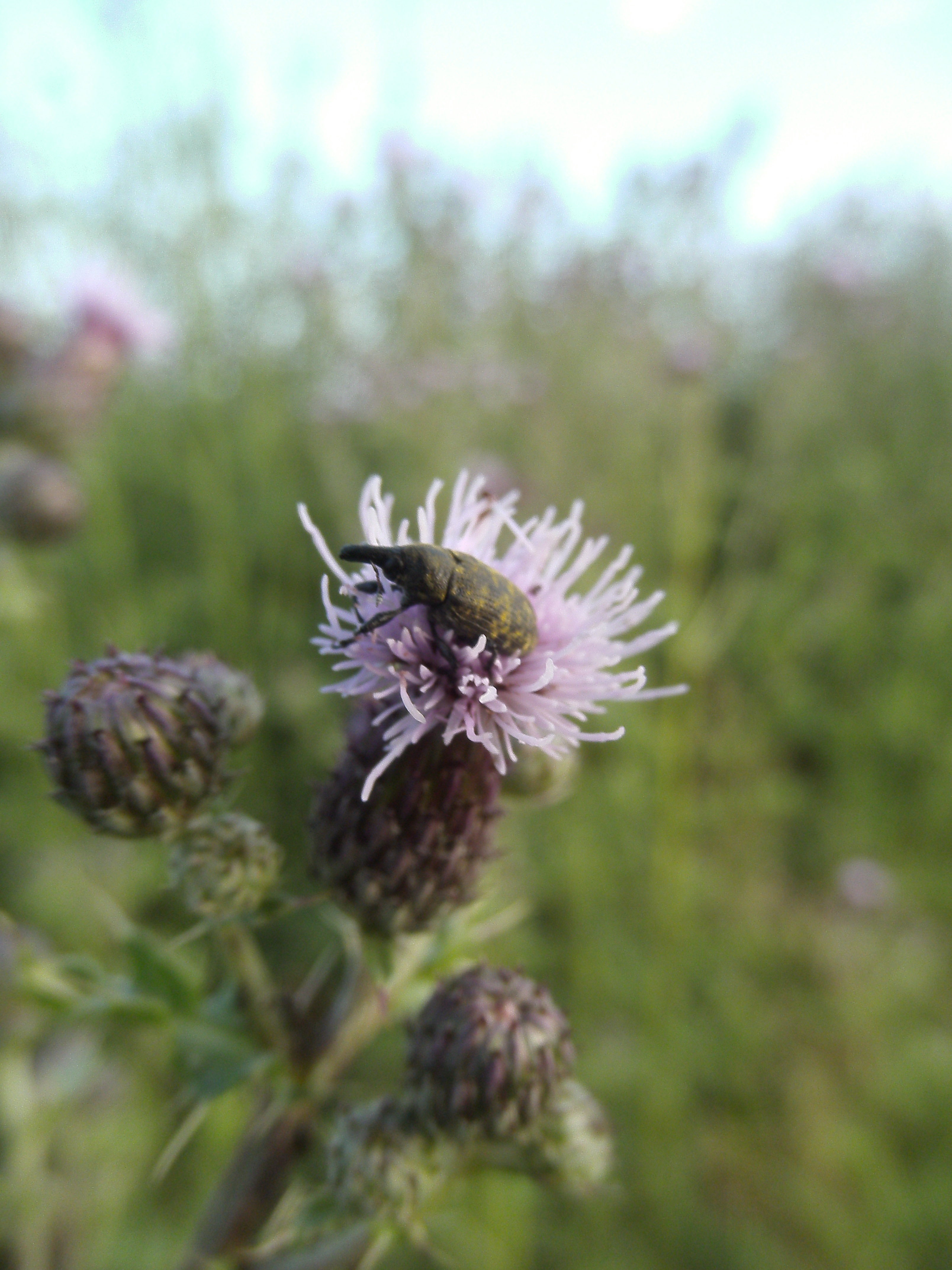
Жук Larinus turbinatus на кошику осоту

### Життєвий цикл
Парування відбувається з середини травня до кінці липня. Яйця відкладають по одному у суцвіття-кошики різних видів осоту. Яйця жовтуваті, овальні, блискучі, 1,1—1,2 мм у довжину і 0,8—0,9 мм завширшки. Личинки живляться незрілими сім'янками, поступово прогризають кошик до квітколожа. Тут вони і заляльковуються у камері з досить міцними темно-брунатними стінками, яку самі ж і будують з огризків та екскрементів. В одному суцвітті завершує розвиток, як правило, лише одна личинка. Дорослі жуки нового покоління з'являються у серпні. Зимують жуки поза кормовими рослинами, у рослинній підстилці і, можливо, у верхньому шарі ґрунту.

## Географічне поширення
Ареал виду охоплює весь Південь Палеарктики, тяжіючи до Середземномор'я. Він мешкає на Півдні Європи (окремі знахідки також в Біларусі, Нідерландах, Польщі, Прибалтиці), в Марокко, Закавказзі, Західному і Східному Сибіру, Ізраїлі, Ірані, Казахстані, Киргизстані, Північно-Західному Китаї.
В Україні вид знайдений майже в усіх адміністративних областях і, ймовірно, його ареал охоплює усю країну.

## Практичне значення
В умовах українського степу одна личинка жука знищує майже все насіння одного кошику Cirsium setosum та 70—80 % — у суцвітті Cirsium ukrainicum. Це робить жуків перспективними гербіфагами у боротьбі з бур'янами.